# Otostigmus gemmifer
Otostigmus gemmifer är en mångfotingart som beskrevs av Carl Graf Attems 1928. Otostigmus gemmifer ingår i släktet Otostigmus och familjen Scolopendridae.
Artens utbredningsområde är Kamerun. Inga underarter finns listade i Catalogue of Life.